# Мамайский тоннель
Мама́йский тонне́ль — автодорожный тоннель на Дублёре Курортного проспекта в Центральной части Сочи (Краснодарский край, Россия), в Центральном районе города.

## Расположение
Расположен в горном массиве водораздела Бочарова ручья и реки Псахе под улицами Виноградной и Целинной. Состоит из двух стволов (тоннели 8 и 8а) с организацией одностороннего движения в каждом. Длина — 1561 и 1538 м.

## История
Рабочее движение тоннеля открыто 28 января, без ограничений объект заработал 3 февраля 2014.

## Происшествия
3 марта 2013 при прокладке тоннеля № 8 произошёл обвал сводной части южного портала у улицы Плеханова. Жертв нет. Просел недостроенный трёхэтажный дом, находящийся над тоннелем.